# Giải bóng đá hạng nhì quốc gia Cộng hòa Síp 1998–99
Giải bóng đá hạng nhì quốc gia Cộng hòa Síp 1998–99 là mùa giải thứ 44 của bóng đá hạng nhì Cộng hòa Síp. Anagennisi Deryneia giành danh hiệu đầu tiên.

## Thể thức thi đấu
Có 14 đội tham gia Giải bóng đá hạng nhì quốc gia Cộng hòa Síp 1998–99. Tất cả các đội đều thi đấu 2 trận, một trân sân nhà và một trận sân khách. Đội nhiều điểm nhất sẽ lên ngôi vô địch. Ba đội đầu bảng thăng hạng Giải bóng đá hạng nhất quốc gia Cộng hòa Síp 1999–2000 và ba đội cuối bảng xuống hạng Giải bóng đá hạng ba quốc gia Cộng hòa Síp 1999–2000.

### Hệ thống điểm
Các đội bóng nhận 3 điểm cho một trận thắng, 1 điểm cho một trận hòa và 0 điểm cho một trận thua.

## Thay đổi so với mùa giải trước
Các đội thăng hạng Giải bóng đá hạng nhất quốc gia Cộng hòa Síp 1998–99
- Olympiakos Nicosia
- Aris Limassol
- Doxa Katokopias

Các đội xuống hạng từ Giải bóng đá hạng nhất quốc gia Cộng hòa Síp 1997–98
- Anagennisi Deryneia
- APOP Paphos
- Ethnikos Assia

Các đội thăng hạng từ Giải bóng đá hạng ba quốc gia Cộng hòa Síp 1997–98
- AEZ Zakakiou
- AEK/Achilleas Ayiou Theraponta
- Anagennisi Germasogeias

Các đội xuống hạng Giải bóng đá hạng ba quốc gia Cộng hòa Síp 1998–99
- Chalkanoras Idaliou
- Iraklis Gerolakkou
- APEP

## Bảng xếp hạng
| Vị thứ | Đội                            | St. | T. | H. | B. | BT. | BB. | HS. | Đ. | Ghi chú                                                                    |
| ------ | ------------------------------ | --- | -- | -- | -- | --- | --- | --- | -- | -------------------------------------------------------------------------- |
| 1      | Anagennisi Deryneia            | 26  | 16 | 6  | 4  | 48  | 23  | 25  | 54 | Vô địch-thăng hạng Giải bóng đá hạng nhất quốc gia Cộng hòa Síp 1999–2000. |
| 2      | Ethnikos Assia                 | 26  | 15 | 6  | 5  | 48  | 26  | 22  | 51 | Thăng hạng Giải bóng đá hạng nhất quốc gia Cộng hòa Síp 1999–2000.         |
| 3      | APOP Paphos                    | 26  | 14 | 7  | 5  | 51  | 29  | 22  | 49 | Thăng hạng Giải bóng đá hạng nhất quốc gia Cộng hòa Síp 1999–2000.         |
| 4      | AEK/Achilleas Ayiou Theraponta | 26  | 10 | 10 | 6  | 38  | 32  | 6   | 40 |                                                                            |
| 5      | AEZ Zakakiou                   | 26  | 11 | 7  | 8  | 35  | 36  | -1  | 40 |                                                                            |
| 6      | Ermis Aradippou                | 26  | 11 | 4  | 11 | 43  | 37  | 6   | 37 |                                                                            |
| 7      | Onisilos Sotira                | 26  | 10 | 6  | 10 | 45  | 37  | 8   | 36 |                                                                            |
| 8      | Digenis Akritas Morphou        | 26  | 8  | 11 | 7  | 41  | 34  | 7   | 35 |                                                                            |
| 9      | Anagennisi Germasogeias        | 26  | 10 | 4  | 12 | 36  | 37  | -1  | 34 |                                                                            |
| 10     | PAEEK FC                       | 26  | 9  | 7  | 10 | 37  | 39  | -2  | 34 |                                                                            |
| 11     | Omonia Aradippou               | 26  | 9  | 7  | 10 | 35  | 39  | -4  | 34 |                                                                            |
| 12     | Rotsidis Mammari               | 26  | 10 | 3  | 13 | 34  | 47  | -13 | 33 | Xuống hạng Giải bóng đá hạng ba quốc gia Cộng hòa Síp 1999–2000.           |
| 13     | ASIL Lysi                      | 26  | 4  | 5  | 17 | 22  | 60  | -38 | 17 | Xuống hạng Giải bóng đá hạng ba quốc gia Cộng hòa Síp 1999–2000.           |
| 14     | Akritas Chlorakas              | 26  | 3  | 1  | 22 | 23  | 60  | -37 | 10 | Xuống hạng Giải bóng đá hạng ba quốc gia Cộng hòa Síp 1999–2000.           |

Hệ thống điểm: Thắng=3 điểm, Hòa=1 điểm, Thua=0 điểm
Quy tắc xếp hạng: 1) Điểm, 2) Hiệu số, 3) Bàn thắng

## Kết quả
| ↓Home / Away→ | AEZ | AEK | AKR | ANG | AND | APP | ASL | DGN | ETH | ERM | OMN | ONS | PKK | RTS |
| ------------- | --- | --- | --- | --- | --- | --- | --- | --- | --- | --- | --- | --- | --- | --- |
| AEZ           |     | 2-2 | 1-0 | 2-0 | 0-2 | 4-4 | 2-0 | 1-1 | 0-2 | 1-2 | 2-0 | 1-0 | 2-0 | 3-1 |
| AEK           | 1-1 |     | 5-3 | 2-1 | 1-0 | 3-0 | 3-4 | 1-1 | 1-1 | 1-0 | 0-2 | 2-1 | 3-1 | 1-0 |
| Akritas       | 0-1 | 1-0 |     | 0-2 | 1-2 | 0-1 | 0-1 | 1-1 | 2-4 | 2-3 | 0-2 | 1-3 | 1-4 | 1-2 |
| Anagennisi G. | 2-2 | 0-0 | 3-1 |     | 3-0 | 2-3 | 2-1 | 2-0 | 1-0 | 0-1 | 1-0 | 3-2 | 0-3 | 1-2 |
| Anagennisi H. | 2-0 | 1-0 | 2-0 | 1-0 |     | 2-1 | 1-1 | 2-2 | 0-0 | 2-0 | 6-2 | 1-1 | 4-2 | 6-1 |
| APOP          | 1-2 | 2-0 | 3-0 | 2-1 | 2-0 |     | 3-0 | 2-1 | 0-0 | 2-0 | 4-0 | 0-0 | 1-0 | 2-2 |
| ASIL          | 1-1 | 0-3 | 1-5 | 1-2 | 1-4 | 2-2 |     | 2-0 | 1-0 | 0-4 | 0-2 | 0-5 | 0-1 | 3-4 |
| Digenis       | 1-1 | 1-1 | 4-0 | 4-3 | 0-3 | 1-1 | 4-0 |     | 1-1 | 2-1 | 3-1 | 0-0 | 4-2 | 0-1 |
| Ethnikos      | 2-3 | 3-0 | 3-0 | 3-1 | 0-2 | 1-1 | 2-1 | 1-0 |     | 4-2 | 3-1 | 2-0 | 4-2 | 3-0 |
| Ermis         | 3-1 | 2-3 | 4-0 | 0-0 | 2-0 | 3-2 | 0-0 | 2-2 | 1-2 |     | 2-2 | 1-3 | 2-0 | 1-2 |
| Omonia        | 1-2 | 1-1 | 2-1 | 1-0 | 0-1 | 2-1 | 3-0 | 2-2 | 2-2 | 1-0 |     | 0-2 | 1-1 | 4-0 |
| Onisilos      | 5-0 | 2-2 | 2-1 | 3-2 | 2-2 | 1-5 | 1-0 | 3-2 | 2-3 | 1-2 | 1-1 |     | 1-2 | 2-0 |
| PKK           | 1-0 | 1-1 | 3-0 | 1-1 | 0-0 | 1-2 | 2-2 | 0-3 | 2-1 | 4-2 | 1-1 | 2-1 |     | 0-1 |
| Rotsidis      | 2-0 | 1-1 | 1-2 | 2-3 | 1-2 | 1-4 | 4-0 | 0-1 | 0-1 | 0-3 | 3-1 | 2-1 | 1-1 |     |